# Élections législatives de 1831 dans l'Aisne
Les élections législatives françaises de 1831 se déroulent le 5 juillet 1831. Dans le département de l'Aisne, sept députés sont à élire dans le cadre d'un scrutin uninominal majoritaire.

## Élus
|   | Arrondissement | Député élu                       |  | Parti                    |
| - | -------------- | -------------------------------- |  | ------------------------ |
| + | Premier        | Charles Henri Le Carlier d'Ardon |  | Majorité gouvernementale |
| + | Second         | Odilon Barrot                    |  | Opposition dynastique    |
| + | Troisième      | Joseph Dufour-Denelle            |  | Tiers parti              |
| + | Quatrième      | César Niay                       |  | Majorité gouvernementale |
| + | Cinquième      | Horace Sébastiani                |  | Majorité gouvernementale |
| + | Sixième        | Armand Lherbette                 |  | Opposition dynastique    |
| + | Septième       | Xavier de Sade                   |  | Opposition dynastique    |

Egalement élu dans les arrondissements de Brionne, Verneuil et Strasbourg, Odilon Barrot choisit de représenter l'Alsace à la Chambre. Une élection complémentaire est donc organisée à Chauny et voit la victoire d'Alphonse Foy, candidat du Tiers parti.

## Résultats

### Résultats globaux
|                        | Parti de la Résistance | 968                    | 53,54 | 3      |  |  |
|                        | Parti du Mouvement     | 663                    | 36,67 | 3      |  |  |
|                        | Tiers parti            | 177                    | 9,79  | 1      |  |  |
|                        |                        |                        |       |        |  |  |
| Exprimés               | Exprimés               | Exprimés               | 1 808 | 97,62  |  |  |
| Blancs et nuls         | Blancs et nuls         | Blancs et nuls         | 44    | 2,38   |  |  |
| Total                  | Total                  | Total                  | 1 852 | 100,00 |  |  |
| Abstention             | Abstention             | Abstention             | 298   | 13,86  |  |  |
| Inscrits/participation | Inscrits/participation | Inscrits/participation | 2 150 | 86,14  |  |  |

### Résultats par circonscription

#### Premier arrondissement
- Député élu : Charles Henri Le Carlier d'Ardon (Majorité gouvernementale).

| Candidat               | Candidat                         | Parti                    | Premier tour | Premier tour |
| Candidat               | Candidat                         | Parti                    | Voix         | %            |
| ---------------------- | -------------------------------- | ------------------------ | ------------ | ------------ |
|                        | Charles Henri Le Carlier d'Ardon | Majorité gouvernementale | 335          | 96,54        |
|                        | Jacques Laffitte                 | Opposition dynastique    | 12           | 3,46         |
|                        |                                  |                          |              |              |
| Exprimés               | Exprimés                         | Exprimés                 | 347          | 96,39        |
| Blancs et nuls         | Blancs et nuls                   | Blancs et nuls           | 13           | 3,61         |
| Total                  | Total                            | Total                    | 360          | 100,00       |
| Abstention             | Abstention                       | Abstention               | 69           | 16,08        |
| Inscrits/participation | Inscrits/participation           | Inscrits/participation   | 429          | 83,92        |

#### Deuxième arrondissement
- Député élu : Odilon Barrot (Opposition dynastique)1.

|                        | Odilon Barrot          | Opposition dynastique  | 146 | 65,47  |  |  |
|                        | Augustin Deviolaine    | Tiers parti            | 77  | 34,53  |  |  |
|                        |                        |                        |     |        |  |  |
| Exprimés               | Exprimés               | Exprimés               | 223 | 96,96  |  |  |
| Blancs et nuls         | Blancs et nuls         | Blancs et nuls         | 7   | 3,04   |  |  |
| Total                  | Total                  | Total                  | 230 | 100,00 |  |  |
| Abstention             | Abstention             | Abstention             | 43  | 15,75  |  |  |
| Inscrits/participation | Inscrits/participation | Inscrits/participation | 273 | 84,25  |  |  |

1Odilon Barrot refuse cette élection pour devenir député de Strasbourg.

#### Troisième arrondissement
- Député élu : Joseph Dufour-Denelle (Tiers parti).

|                        | Joseph Dufour-Denelle  | Tiers parti              | 109 | 55,33  |  |  |
|                        | Casimir Perier         | Majorité gouvernementale | 88  | 44,67  |  |  |
|                        |                        |                          |     |        |  |  |
| Exprimés               | Exprimés               | Exprimés                 | 197 | 99,49  |  |  |
| Blancs et nuls         | Blancs et nuls         | Blancs et nuls           | 1   | 0,51   |  |  |
| Total                  | Total                  | Total                    | 198 | 100,00 |  |  |
| Abstention             | Abstention             | Abstention               | 29  | 12,78  |  |  |
| Inscrits/participation | Inscrits/participation | Inscrits/participation   | 227 | 87,22  |  |  |

#### Quatrième arrondissement
- Député élu : César Niay (Majorité gouvernementale).

| Candidat               | Candidat               | Parti                    | Premier tour | Premier tour |
| Candidat               | Candidat               | Parti                    | Voix         | %            |
| ---------------------- | ---------------------- | ------------------------ | ------------ | ------------ |
|                        | César Niay             | Majorité gouvernementale | 122          | 64,21        |
|                        | Alphonse Foy           | Tiers parti              | 68           | 35,79        |
|                        |                        |                          |              |              |
| Exprimés               | Exprimés               | Exprimés                 | 190          | 95,96        |
| Blancs et nuls         | Blancs et nuls         | Blancs et nuls           | 8            | 4,04         |
| Total                  | Total                  | Total                    | 198          | 100,00       |
| Abstention             | Abstention             | Abstention               | 18           | 8,33         |
| Inscrits/participation | Inscrits/participation | Inscrits/participation   | 216          | 91,67        |

#### Cinquième arrondissement
- Député élu : Horace Sébastiani (Majorité gouvernementale).

|                        | Horace Sebastiani      | Majorité gouvernementale | 203 | 64,04  |  |  |
|                        | Jacques Laffitte       | Opposition dynastique    | 114 | 35,96  |  |  |
|                        |                        |                          |     |        |  |  |
| Exprimés               | Exprimés               | Exprimés                 | 317 | 99,37  |  |  |
| Blancs et nuls         | Blancs et nuls         | Blancs et nuls           | 2   | 0,63   |  |  |
| Total                  | Total                  | Total                    | 319 | 100,00 |  |  |
| Abstention             | Abstention             | Abstention               | 47  | 12,84  |  |  |
| Inscrits/participation | Inscrits/participation | Inscrits/participation   | 366 | 87,16  |  |  |

#### Sixième arrondissement
- Député élu : Armand Lherbette (Opposition dynastique).

|                        | Armand Lherbette               | Opposition dynastique    | 192 | 57,31  |  |  |
|                        | Charles Broquart des Bussières | Majorité gouvernementale | 143 | 42,69  |  |  |
|                        |                                |                          |     |        |  |  |
| Exprimés               | Exprimés                       | Exprimés                 | 335 | 98,24  |  |  |
| Blancs et nuls         | Blancs et nuls                 | Blancs et nuls           | 6   | 1,76   |  |  |
| Total                  | Total                          | Total                    | 341 | 100,00 |  |  |
| Abstention             | Abstention                     | Abstention               | 61  | 15,17  |  |  |
| Inscrits/participation | Inscrits/participation         | Inscrits/participation   | 402 | 84,83  |  |  |

#### Septième arrondissement
- Député élu : Xavier de Sade (Opposition dynastique)

|                        | Xavier de Sade*        | Opposition dynastique  | 199 | 100,00 |  |  |
|                        |                        |                        |     |        |  |  |
| Exprimés               | Exprimés               | Exprimés               | 199 | 96,60  |  |  |
| Blancs et nuls         | Blancs et nuls         | Blancs et nuls         | 7   | 3,40   |  |  |
| Total                  | Total                  | Total                  | 206 | 100,00 |  |  |
| Abstention             | Abstention             | Abstention             | 31  | 13,08  |  |  |
| Inscrits/participation | Inscrits/participation | Inscrits/participation | 237 | 86,92  |  |  |